# Cái chết của Halim Dener
Halim Dener là cậu bé 16 tuổi người Kurd đã bị một cảnh sát Đức ở Hannover bắn chết vào ngày 30 tháng 6 năm 1994. Một chiến dịch tưởng niệm sau đó được tạo ra nhằm kỷ niệm ngày mất của cậu.

## Bị bắn
Halim Dener là một cậu bé 16 tuổi người Kurd từng bị tra tấn bởi quân đội Thổ Nhĩ Kỳ. Dener đã trốn khỏi Thổ Nhĩ Kỳ trước khi ngôi làng của cậu bị phá hủy và sinh sống ở Hannover với tư cách là người tị nạn vào năm 1994. Tối ngày 30 tháng 6 cùng năm, Dener ra ngoài để dán áp phích cho Mặt trận Giải phóng Quốc gia Kurd (ERNK), một chi nhánh của Đảng Công nhân Kurd (PKK); dù vậy, PKK thời điểm đó đã bị cấm ở Đức vì là một nhóm khủng bố. Dener đang ở khu vực dành cho người đi bộ tại trung tâm Steintor thì gặp phải một số nhân viên cảnh sát. Theo lời kể của cảnh sát, họ đã kịp khống chế Dener khi cậu cố gắng bỏ chạy. Một cuộc ẩu đả xảy ra sau đó; một cảnh sát cố gắng nhặt súng của mình, nhưng nó bất ngờ bị bóp cò và giết chết cậu bé.

## Sự kiện sau đó

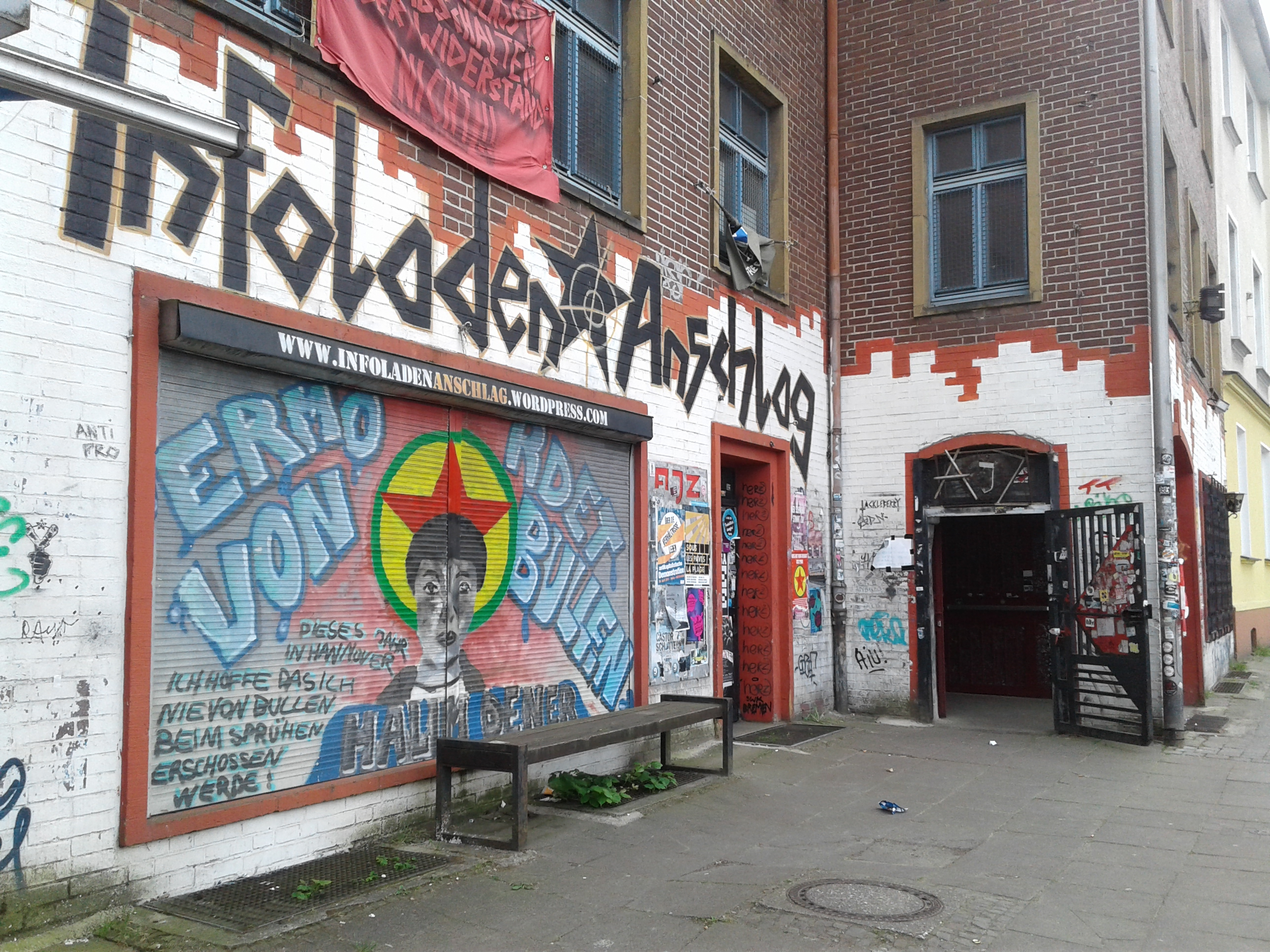
Tác phẩm nghệ thuật là đối tượng của cuộc chiến pháp lý kéo dài ba năm nằm ở lối vào của một cơ sở trung tâm xã hội.

Năm 2014, nhân kỷ niệm 20 năm ngày mất của Dener, một đề xuất được đưa ra theo đó đổi tên quảng trường trên đường Velvetstrasse, quận Linden-Limmer theo tên cậu bé nhằm mục đích tưởng niệm. Các thành viên hội đồng quận đã bỏ phiếu nhất trí với đề xuất, nhưng kế hoạch nhanh chóng bị hội đồng thành phố phủ quyết và gây ra tranh cãi; một nhà vận động cho biết "Tôi không nghĩ có ai đó sẽ không muốn đặt tên một quảng trường theo tên các nạn nhân của chủ nghĩa phát xít vì điều đó có thể làm buồn lòng những người theo chủ nghĩa tân quốc xã". Một chiến dịch sau đó được tạo ra nhằm thúc đẩy việc tưởng niệm Dener trong thành phố, nhưng Thị trưởng Stefan Schostok đã từ chối, nói rằng ông không muốn làm bùng lên căng thẳng giữa người Thổ Nhĩ Kỳ và người Kurd.
Năm 1994, một bức tranh tường đã được vẽ để tưởng nhớ Dener tại lối vào cơ sở trung tâm xã hội ở Bielefeld và trở thành đối tượng của cuộc chiến pháp lý kéo dài ba năm, cuối cùng được tuyên bố vào năm 2020 là một tác phẩm nghệ thuật (không phải bất hợp pháp). Năm 2021, 300 người tổ chức tuần hành để tưởng nhớ Dener và phản đối các cuộc đột kích gần đây của cảnh sát vào một trung tâm xã hội của người Kurd.